# Clínica Catalunya (Figueres)
Clínica Catalunya és un edifici del municipi de Figueres (Alt Empordà) protegit com a bé cultural d'interès local.

## Descripció
Edifici situat als afores de la ciutat, a la carretera de Figueres a Roses. És un edifici amb planta baixa i dos pisos amb teulada a doble vessant. La façana esta arrebossada i pintada en rosa. A la planta baixa presenta un cos central delimitat per una seriació vertical de carreus. El portal central té l'anagrama J.B. a la dovella central i dues finestres laterals en el cos central. Dues finestres més, una a cada costat del cos central. Totes tenen una reixa molt ornamentada i llinda simple. El sòcol és de pedra. Al primer pis trobem una balconada correguda amb cinc finestrals rectangulars amb guardapols d'ornamentació floral en pedra, tres en el cos central. El segon pis presenta cinc finestres dobles amb guardapols en pedra decorats amb ornamentació floral. Les finestres centrals no són contínues i presenten enmig una capelleta, que imita l'estil dòric, amb el Sagrat Cor. Cos central acabat amb frontó i arcuacions cegues. Cornisa i acroteri en el centre. Els cossos laterals presenten arcuacions i merlets. A cada costat hi ha una torre. La dreta és cilíndrica i sense accés. L'esquerra quadrangular i culminada per galeria coberta. La teulada d'escames de ceràmica. Ambdues torres presenten franges horitzontals paral·leles de pedres de tonalitat blanca i arrebossat i pintat rosa.

## Història
Construïda pel senyor de Bach de Coll sa Cabra (ascendència d'Agullana i Rupit), i ofert a la seva muller com a regal de noces. Molt destruïda durant la Guerra. El 1951 la va comprar el Dr. Requesens per fer-ne una clínica. Actualment és propietat de la Sra. Magdalena Gratacós. L'any 1974 es va reformar la façana posterior.